# Zatrucie glikolem etylenowym
Zatrucie glikolem etylenowym − zatrucie spowodowane przez niezamierzone (przypadkowe) lub zamierzone (w celach samobójczych) wypicie glikolu etylenowego, będącego składnikiem m.in. odmrażaczy, farb oraz płynów chłodzących (Borygo).

## Patogeneza
Glikol etylenowy ulega w organizmie metabolizowaniu przez dehydrogenazę alkoholową. Ten związek chemiczny sam w sobie nie jest toksyczny, ale jego produktami przemiany są: aldehyd glikolowy, kwas glikolowy, kwas glioksalowy, a także kwas szczawiowy. Są one toksynami, które prowadzą do rozwoju ciężkiej kwasicy metabolicznej, a także uszkodzenia nerek, serca i ośrodkowego układu nerwowego.
Średnia dawka śmiertelna glikolu etylenowego to około 70–100 ml.

## Objawy i przebieg
Glikol etylenowy szybko wchłania się z przewodu pokarmowego, a słabo innymi drogami. Początkowe objawy zatrucia przypominają upojenie alkoholowe, później dołączają się bóle brzucha, nudności, wymioty, oddech Kussmaula. Pojawiają się zaburzenia świadomości (ze śpiączką włącznie), zaburzenia rytmu serca, niedociśnienie tętnicze, narastająca hipokalcemia (która prowadzi do wystąpienia tężyczki) oraz skąpomocz przechodzący w bezmocz, będący objawem ostrego uszkodzenia nerek. Rzadko występują drgawki, a jeszcze rzadziej stan padaczkowy.

## Leczenie
Odtrutką w zatruciach glikolem etylenowym jest alkohol etylowy oraz fomepizol. Etanol prowadzi do nasycenia dehydrogenazy alkoholowej, a drugi związek jest jej inhibitorem, przez co blokują metabolizm glikolu etylenowego, ich stosowanie może wystarczyć do wyleczenia chorego, jeśli nie doszło do wystąpienia ciężkiej kwasicy. Wyrównać ją można przez dożylne zastosowanie wodorowęglanu sodu. W przypadku ciężkiego zatrucia należy zastosować hemodializę. Stosuje się także leczenie objawowe, polegające na podtrzymywaniu funkcji życiowych i zwalczaniu współwystępujących zaburzeń.